# Монумент Независимости Туркменистана
Монумент Независимости Туркменистана (туркм. Garaşsyzlyk binasy) — памятник, посвящённый независимости Туркменистана. Монумент расположен в Ашхабаде. Открыт в 2001 году.

## Описание

Скульптуры туркменских народных героев

Памятник возвела турецкая компания «Polimeks» в 2001 году, к десятилетию независимости Туркменистана.
Монумент представляет собой 118 — метровую колонну, увенчанную позолочённым полумесяцем с пятью звёздами — символом единения пяти крупнейших туркменских племён, нижняя часть монумента представляет собой полусферу, напоминающую по форме традиционную туркменскую юрту.
В здании расположен «Музей Независимости», в нём представлены исторические экспонаты, связанные с истоками становления суверенитета страны.
Неотъемлемой частью Монумента независимости Туркменистана служит парадная пешеходная аллея, в самом начале которой на мраморном постаменте воздвигнута позолочённая фигура первого президента Туркменистана Сапармурата Ниязова, так же монумент окружён 27 скульптурами народных героев. В проекте создания скульптур принимали участие известные туркменские скульпторы Бабасары Аннамурадов, Сарагт Бабаев, Велмурад Джумаев, Сейит Артыкмамедов, Гылыч Ярмаммедов, Шамурад Ярмаммедов, Нурмухаммед Атаев и другие. Вокруг монумента разбит сквер, с растениями и фонтанами.
По традиции иностранные гости сажают молодое дерево на Аллее почётных гостей близ Монумента Независимости.

## Изображения монумента

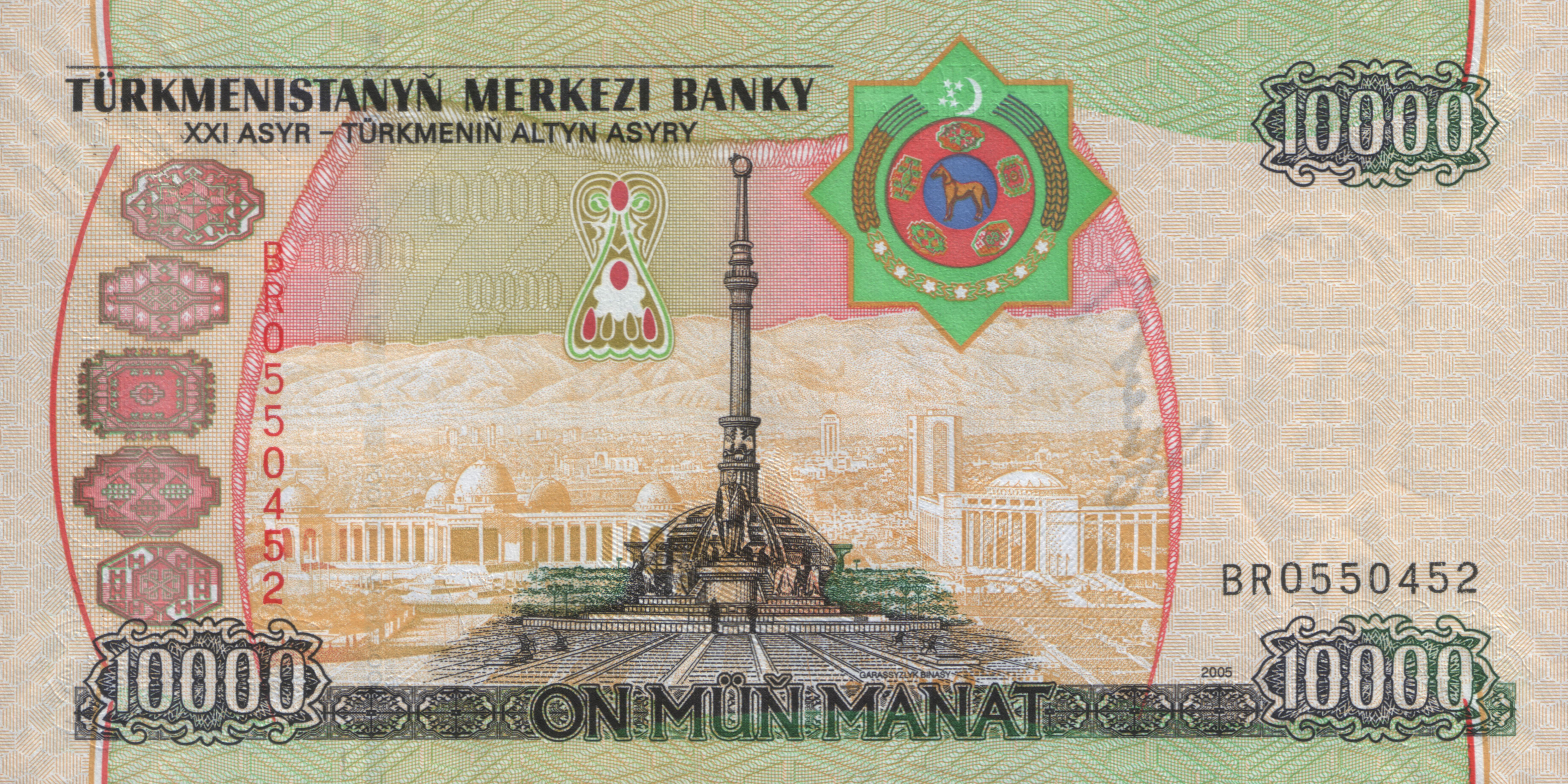
Изображение монумента на 10000 манат
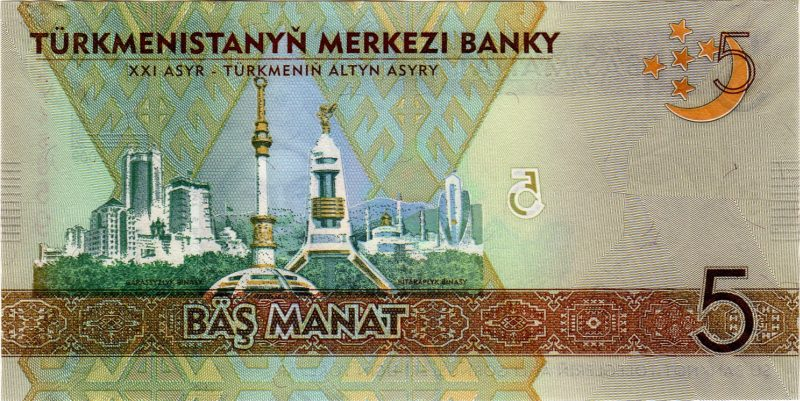
Купюра 5 манатов Туркменистана с изображением Монумента Независимости (2009 год)
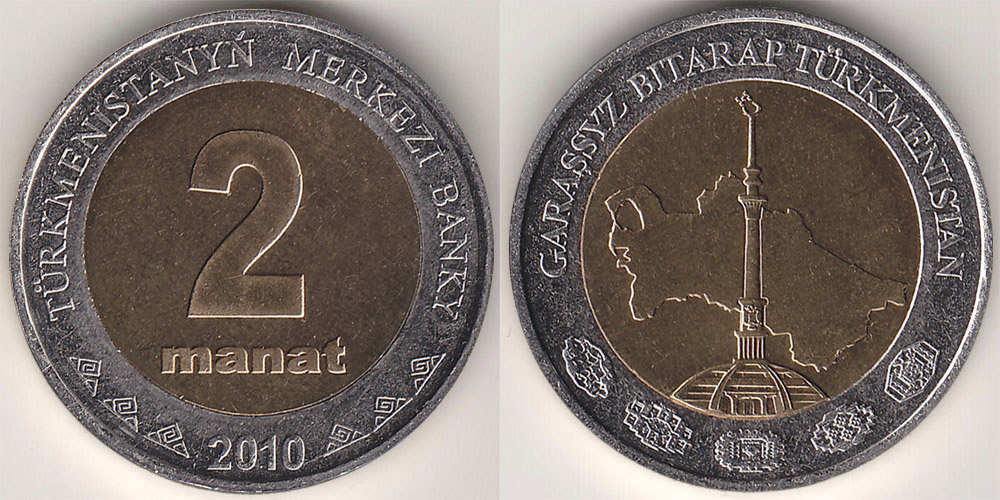
Изображение монумента на в 2 манат